# Who’s on First?
Who’s on First? (dt.: „Wer steht auf der ersten [Base]?“ / „Who steht auf der ersten [Base]?“) ist ein berühmter Baseball-Sketch des US-amerikanischen Komikerpaares Abbott und Costello aus dem Jahr 1938. Er wurde vom Time-Magazin im Jahr 1999 als bester Sketch des 20. Jahrhunderts ausgezeichnet.

## Inhalt
In dem etwa sechsminütigen Sketch spielt Bud Abbott Dexter Broadhurt, den Manager des fiktiven Klubs St. Louis Wolves, der dem Erdnussverkäufer Sebastion Dinwiddle (Lou Costello) die Namen der Spieler erklären will. Der Witz besteht darin, dass die Spitznamen der Spieler („Who“, „What“, „I Don’t Know“ / „Wer“, „Was“, „Keine Ahnung“) allesamt als Rückfragen bzw. Ausweichen statt als Antworten interpretiert werden können.
Dinwiddle fragt Broadhurt beiläufig, „who/wer“ denn auf der ersten Base stehe. Darauf bestätigt Broadhurt ihm, dass (ein Spieler namens) „Who“ tatsächlich auf der ersten Base steht. Dinwiddle aber kommt sich veralbert vor, da er diese Antwort als Rückfrage (Wer?) auffasst. Als er wiederholt auf seine Fragen nur Antworten wie „Who/Wer“, „What/Was“ und „I Don’t Know/Keine Ahnung“ bekommt, wird er immer ungeduldiger und wütender und wirft dem Manager vor, seine eigenen Spieler nicht zu kennen, während dieser geduldig die Namen der Spieler wiederholt und das Missverständnis gar nicht zu bemerken scheint. Dinwiddle versucht es dann mit Umschreibungen wie „Was ist der Name des Spielers auf der ersten Base?“, wird aber sofort von Broadhurt mit „Nein, What/was ist der Name des Spielers auf der zweiten Base!“ korrigiert, und immer wenn Dinwiddle auf Broadhurts vermeintliche Fragen entnervt mit „I Don’t Know“ antwortet, entgegnet Broadhurt, der stehe doch auf der dritten Base. Dieser Running Gag wird bei allen anderen Feldspielern (Baseleute, Outfielder, Werfer und Fänger) fortgesetzt, die ebenfalls missverständliche Namen haben. Als die Konfusion ihren Höhepunkt erreicht, schreit Dinwiddle „I Don’t Give a Damn“ („Mir doch scheißegal“), worauf Broadhurt sanft antwortet, das sei der Name des Shortstops.

## Namen des Baseball-Teams
- Erste Base: Who („Wer“)
- Zweite Base: What („Was“)
- Dritte Base: I Don’t Know („Keine Ahnung“)
- Left Field: Why („Warum“)
- Center Field: Because („Darum“)
- Pitcher (Werfer): Tomorrow („Morgen“)
- Catcher (Fänger): Today („Heute“)
- Shortstop: I Don’t Give a Damn („Mir doch scheißegal“) bzw. „I Don’t Care“ in der Version des Films One Night in the Tropics

Der Name des Rightfielders wird nicht genannt. Außerdem geht Dinwiddle im Laufe des Sketches davon aus, dass der Name des First Basemans „Naturally“ sei, was jedoch nur ein weiteres Missverständnis seinerseits ist.
Die Wortspiele sind nur schwer ins Deutsche zu übertragen, da im Englischen das Pronomen „Who“ sowohl für „Wer“ als auch – umgangssprachlich statt „Whom“ – für „Wem“ und „Wen“ benutzt werden kann. Außerdem klingen im Englischen „Whose“ und „Who’s“ (für „Who is“) ähnlich, die im Deutschen in die unähnlichen „Wessen“ und „Wer ist“ übersetzt werden.

## Bedeutung
„Who’s on First?“ erreichte unter Baseball-Fans Kultstatus und ging als geflügeltes Wort in die amerikanische Alltagssprache ein, wenn sich z. B. herausstellt, dass eine vorangegangene Unterhaltung voller Missverständnisse war und man aneinander vorbeigeredet hatte. 
Aufgrund ihrer kulturellen und historischen Bedeutung für die Vereinigten Staaten wurde die erste erhaltene Rundfunk-Version von Who’s on First? von Abbott und Costello „als Beispiel für Americana und zeitlose Komödie“ am 27. Januar 2003 in die National Recording Registry der Library of Congress aufgenommen. 

## Ehrungen
1999 wurde „Who’s on First?“ vom Time-Magazin vor Der Papagei ist tot von Monty Python und Rope Tricks von Will Rogers als bester Sketch des 20. Jahrhunderts ausgezeichnet und für „perfekt inszenierte absurde Konfusion“ gelobt. Ein Video vom Sketch ist bis heute fortlaufend in der Baseball Hall of Fame zu sehen. 2003 wurde eine Radioaufnahme durch die Library of Congress mit dem Verweis „all time best of recorded comedy“ archiviert.
„Who’s on First?“ wurde 1978 als Brettspiel veröffentlicht, wobei der Rightfielder auf den Namen „Nobody“ („Niemand“) getauft wurde. Ziel des Spieles ist es, in möglichst kurzer Zeit alle Spielernamen der gegnerischen Teams herauszufinden.

## Reale Begebenheiten
- Im Jahre 2007 erreichte der Taiwaner Hu Chin-lung von den Los Angeles Dodgers nach einem Hit die erste Base, so dass TV-Kommentator Vin Scully bemerkte: „Hu’s on First!“[3]
- Im Jahre 1920 spielte Allie Watt von den Washington Senators für ein MLB-Spiel auf der 2. Base, was mit „Watt’s on Second“ kommentiert wurde.

## Hommagen und Parodien
- Der Sketch wird oft im mehrfach oscargekrönten Film Rain Man von Dustin Hoffman zitiert, der den Autisten Raymond Babbitt porträtiert. Jedes Mal, wenn Babbitt von seiner Umwelt überfordert ist, rezitiert er den Sketch als Defensivmechanismus. Im Gegensatz zu seinem Bruder Charlie (Tom Cruise) entgeht Raymond der Witz der Wortspiele, und dem Zuschauer wird vermittelt, dass der Autist Verbalhumor schlichtweg nicht erkennen kann.
- Ein weiteres Filmzitat findet sich in Rush Hour 3, als Chris Tucker in einer Kampfschule den Meister und seinen Assistenten nach dem Namen fragt.
- Der Sketch wurde in über 30 Sprachen übersetzt.[4] Hommagen und Parodien umfassen unter anderem eine Version von Johnny Carson, der den Sketch politisch persiflierte und Wortspiele mit dem chinesischen Staatschef Hu Yaobang („Who“), Palästinenserführer Jassir Arafat („Yes, Sir“) und US-Innenminister James G. Watt („What“) produzierte. Zur Präsidentschaft von Hu Jintao in der Volksrepublik China entstand hieraus ein fiktiver Dialog zwischen George W. Bush und Condoleezza Rice mit demselben Wortspiel („Hu is the new leader of China?“).
- Im Dezember 2012 wurde in der Late Night With Jimmy Fallon eine Hommage mit dem Namen "Who’s On First?": The Sequel aufgeführt. Jimmy Fallon übernahm die Rolle von Abbott und der Ansager der Show Steve Higgins spielte Costello. Die Spieler Who, What und I Don’t Know traten später persönlich auf. Billy Crystal, Chefautor der Sendung A. D. Miles und Jerry Seinfeld übernahmen die Rollen der Spieler.[5]